# Amazzonia legale

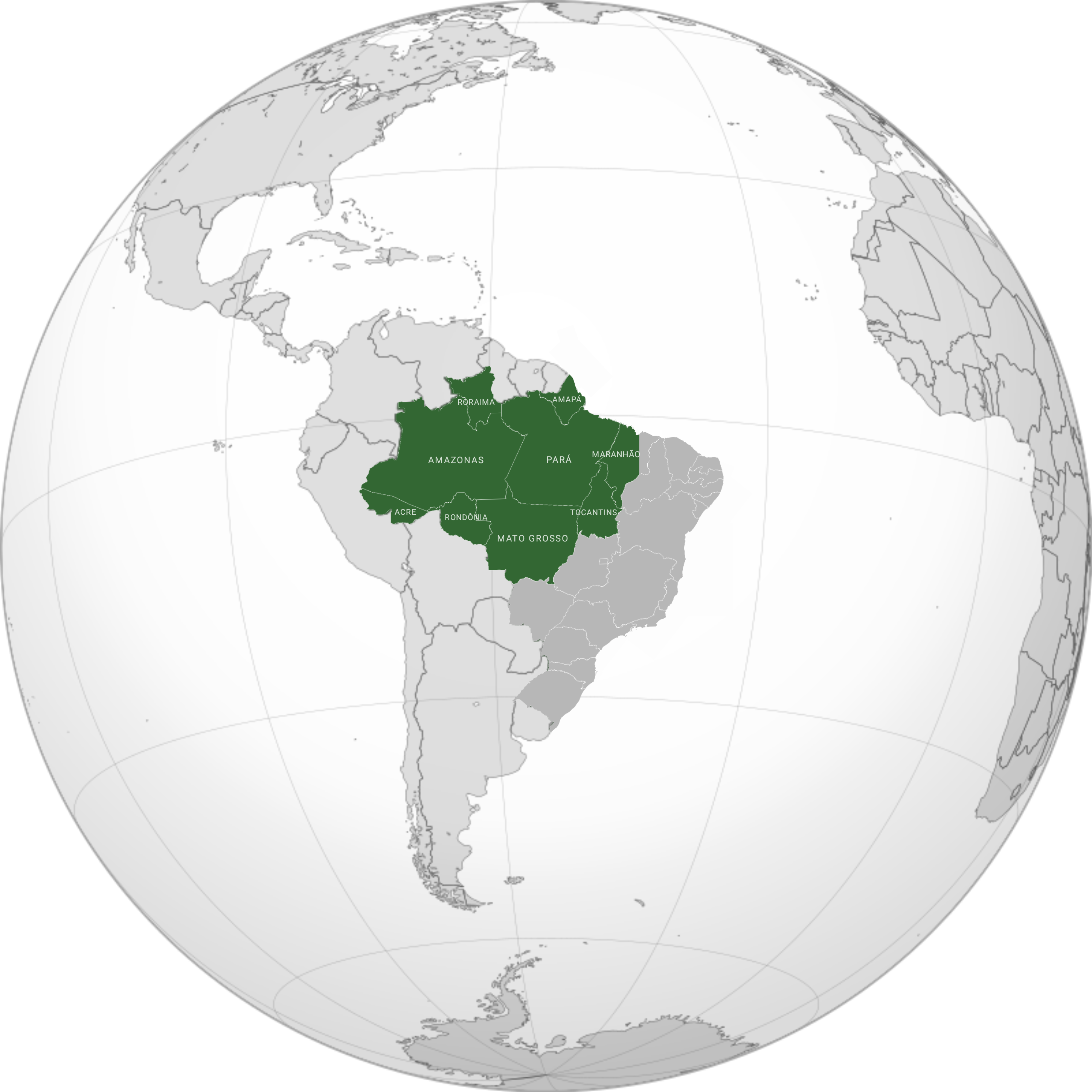
Mappa Stati brasiliani compresi nell'Amazzonia Legale

Amazzonia legale è la dicitura, da non confondere con quella di Amazzonia Intercontinentale, istituita dal governo brasiliano che, attraverso la legge n°1806/53, denominò lo spazio geografico dell'Amazzonia appartenente allo Stato brasiliano. Il concetto venne sviluppato per la prima volta durante il governo di Getulio Vargas, dall'organo di Sovrintendenza al Piano per la Valorizzazione Economica dell'Amazzonia (SPVEA), che aveva il compito di creare un piano ad hoc di sviluppo economico del territorio. Tale piano assunse un' "importanza strategica nella costruzione dell'Eldorado Amazzonico", secondo la storica Maria Liege Freitas, dell'Universidade Federal di Campina Grande.
L'Amazzonia comprendeva l'Amazônia Brasileira, lo Stato di Maranhão (a ovest del 44º meridiano), lo Stato di Goiás (attualmente Stato di Tocantins) e il Mato Grosso (a nord del 16º parallelo sud).
Il territorio dell'Amazzonia Legale si estende per 5.015.067,86 km² e costituisce circa il 58,93% del territorio brasiliano, di 8.514.877 km², ed è abitato da 16,5 milioni di persone. Gli ecosistemi predominanti dell'Amazzonia legale sono il bioma Cerrado, per il 37%, e il bioma Pantanal, per il 40%. L'Amazzonia, in quanto protagonista in negativo per il continuo e incessante depauperamento del proprio territorio dovuto alla produzione di materie prime, alla coltivazione di prodotti agroalimentari e alla continua ricerca di campi per l'allevamento, tutte attività rivolte alla domanda dei mercati esteri, è da molto tempo al centro delle coscienze di tutto il mondo. Significativa, durante la dittatura militare (1964-1985), la celebre frase "integrare per non consegnare", del generale Castelo Branco: in quello slogan nazionalista, era chiaro l'intento di proteggere il territorio dalle ingerenze internazionali, ma, già, c'era l'idea di un'Amazzonia come spazio di risorse e di rilancio economico per il Brasile, a discapito delle popolazioni autoctone private dei loro spazi e dell’ambiente. Qualche decennio più tardi, grazie all'articolo 45 della legge nº 31 del 11.10.1977, l'Amazzonia Legale estese ancora di più i propri confini. In seguito, con la Costituzione Federale del 05.10.1988, venne creato lo Stato di Tocantins e i territori federali di Roraima e di Amapá furono transformati in Stati Federali (Disposições Transitórias art. 13 e 14).
Dal 2007, l'Amazzonia Legale è controllata dall'intervento della Soprintendenza per lo Sviluppo dell'Amazzonia (SUDAM) e delimitata ai sensi dell'art. 2 della Legge Complementare n. 124, del 01.03.2007. L'Amazzonia Legale è stata istituita con l'obiettivo di definire uno spazio politico in cui il SUDAM opera, con lo scopo di promuovere lo sviluppo inclusivo e sostenibile della sua area di operatività e l'integrazione competitiva della base produttiva regionale nell'economia nazionale e internazionale. Allo stato attuale, l'Amazzonia legale comprende 772 municipi di 9 Stati: Acre, Amapá, Amazonas, Mato Grosso, Pará, Roraima, Rondônia e Tocantins e, parzialmente, lo Stato di Maranhão (a ovest del 44º Meridiano).

## Lo sfruttamento dell'Amazzonia
Nonostante i tentativi, nel corso del secolo, a tutela del polmone verde del pianeta, a partire dagli anni Settanta l'Amazzonia è stata oggetto di intenso sfruttamento delle risorse da parte dei governi che si sono succeduti, che hanno sempre visto in essa una possibilità di ricavare territorio adibito all'agricoltura per favorire, con accordi, le multinazionali, a discapito dell'ambiente e dei contadini locali, esclusi dalle attività. Tuttavia, è di significativa importanza preservare gli ecosistemi dell'Amazzonia, perché essi sono capaci di trattenere la CO2: così, si riuscirebbe a contrastare l'aumento della temperatura del pianeta Terra, limitando l'effetto serra. Di fatto, però, i governi non hanno sempre dimostrato grande attenzione per le questioni ambientali. L'area verde è stata abitualmente sfruttata, attraverso intense deforestazioni, riducendo la copertura vegetale, alterando gli ecosistemi e creando a catena degli sconvolgimenti climatici. Il quadro che ne esce è di un'Amazzonia lacerata e continuamente minacciata da interessi economici che ne mettono a rischio la sopravvivenza.
Nel 2022, significativa in tal senso è stata l'istanza rivolta dalla presidenza guidata da Jair Bolsonaro al Congresso del Paese, col fine di escludere la regione del Mato Grosso dalla Amazzonia Legale, poiché le caratteristiche del territorio offrivano un potenziale aumento di produttività.
Nella parte finale del disegno di legge, si concludeva che l'aumento della domanda nazionale e internazionale di alimenti richiedeva la necessità di "uma expansão das áreas de produção em áreas de fronteira agrícola, o que é possível com a exclusão do Mato Grosso da Amazônia Legal". L’era di Bolsonaro è probabilmente la più nera, in termini di sfruttamento indiscriminato, ma recentemente, anche il nuovo governo di Lula, che pure in genere aveva sempre dimostrato di essere più attento all'ambiente attraverso una politica a sostegno dell'Amazzonia – durante il suo primo mandato si era registrato un considerevole calo di più del 70% dei fenomeni di deforestazione, inoltre fu del suo governo la firma agli accordi internazionali per la salvaguardia dell'ambiente – ha fatto un passo indietro nella sua politica di protezione. Lula ha infatti firmato gli accordi sull'Iniziativa per l’integrazione delle infrastrutture regionali del Sud America. Tra i vari progetti c'è quello della costruzione di un grande ponte che «potenzierà i collegamenti con il Perù».
Dietro a questi accordi, racchiusi nella sigla LIRSA, passerebbe il riscatto economico del Paese. Il punto, però, è che non solo tali opere rilancerebbero il Paese, ma porterebbero con sé anche effetti collaterali non di poco conto. Robert T. Walker, docente del Centro per gli studi latino-americani dell’università della Florida, chiosa con certezza che nuove infrastrutture "portano soltanto a una maggiore deforestazione, esercitando un'estrema pressione sulla foresta pluviale".
Di fronte a queste relazioni e accordi, non bisogna dimenticare le popolazioni indigene, che sono le prime vittime del depauperamento della Foresta Amazzonica e dai cambiamenti climatici, sempre più evidenti, che impediscono loro di avere una naturale relazione in armonia con la terra. È necessario e utile ripensare l'Amazzonia dalla prospettiva delle popolazioni residue indigene, che stoicamente lottano e resistono per conservare le loro tradizioni e i loro costumi, contro gli interessi dei pochi e delle multinazionali. La costruzione di dighe, di autostrade e di infrastrutture non rappresenta la soluzione per tutti: al contrario, questi progetti conducono inevitabilmente alla distruzione di un patrimonio collettivo di tutta l'umanità. Tra il 1º Agosto 2021 e il 31 Luglio del 2022, secondo la ricerca effettuata da INPE, sono stati deforestati 11.594 km² di area, relativa ai nove Stati dell'Amazzonia Legale: segnale inequivocabile che una soluzione è ben lontana da essere trovata.